# 더 게이트 (음악 그룹)
더 게이트는 대한민국의 음악 그룹이다. 2011년 EP 《여자니까》로 데뷔했다.

## 방송
- 코리아 갓 탤런트 2 (2012) - Top21

## 음반
- 여자니까 (2011)

## 경력
- 선플달기운동본부 홍보대사 (2011)

## 수상
- 제1회 전국밴드콘테스트 폭풍전야 최우수상 (2011)
- 인천세계도시축전 유스페스티벌 최우수상 (2009)
- 인천청소년문화대축제 락경연대회 은상 (2009)